# 硫酸铈(IV)铵
硫酸铈(IV)铵是一种无机化合物，化学式为(NH4)4Ce(SO4)4。它是橙色固体，为强氧化剂。

## 结构
该化合物中含有Ce2(SO4)88−阴离子，其中在扭曲的三角棱柱中，铈原子由9个来自硫酸根的氧原子配合。